# ارون (انه)
ارون (به فرانسوی: Archon) یک کمون در فرانسه است که در ان (ا-دو-فرانس) واقع شده‌است. ارون ۶٫۳۷ کیلومتر مربع مساحت دارد ۱۸۰ متر بالاتر از سطح دریا واقع شده‌است.